# Soledad (Colombia)
Soledad is een gemeente in het Colombiaanse departement Atlántico. De gemeente telt 455.796 inwoners (2005).
- Library of Congress Control Number: no2002025770
- Virtual International Authority File: 128177420

Baranoa
· Barranquilla
· Campo de la Cruz
· Candelaria
· Galapa
· Juan de Acosta
· Luruaco
· Malambo
· Manatí
· Palmar de Varela
· Piojó
· Polonuevo
· Ponedera
· Puerto Colombia
· Repelón
· Sabanagrande
· Sabanalarga
· Santa Lucía
· Santo Tomás
· Soledad
· Suan
· Tubará
· Usiacurí